# 大分県道・熊本県道12号天瀬阿蘇線
大分県道・熊本県道12号天瀬阿蘇線（おおいたけんどう・くまもとけんどう12ごう あまがせあそせん）は、大分県日田市から熊本県阿蘇市に至る県道（主要地方道）である。

## 概要
大分県日田市天瀬町桜竹から熊本県阿蘇市小倉に至る。
当県道は大分と熊本の県境を3ヶ所通過するが、このうち2か所はダム・ダム湖が絡んでいる。沿道には下筌ダム（蜂の巣湖）や、年に1回開催されるSUPER GTの舞台となるオートポリスがある。

### 路線データ
- 起点：大分県日田市天瀬町桜竹（国道210号交点）
- 終点：熊本県阿蘇市小倉（国道212号交点）

## 歴史
- 1977年（昭和52年）2月22日 - 熊本県告示第179号[1]、大分県告示第191号[2]により、県道天瀬阿蘇線として路線認定される。
- 1993年（平成5年）5月11日 - 建設省から、県道天瀬阿蘇線が天瀬阿蘇線として主要地方道に指定される[3]。

## 路線状況

### 重複区間
- 国道212号（大分県日田市天瀬町出口）
- 国道387号・国道442号（大分県日田市中津江村栃野）
- 国道387号（大分県日田市上津江町川原）
- 熊本県道45号阿蘇公園菊池線（熊本県阿蘇市西湯浦 - 阿蘇市山田）

### 道路施設

#### 橋梁
- 大分県
  - 杖立大橋（杖立川、日田市 - 熊本県阿蘇郡小国町）
  - 下筌橋（日田市）
  - 中村橋（日田市）
  - 新池ノ山橋（日田市、国道387号重複区間内）

#### トンネル
起点から
- 大分県
  - 袋隧道：延長28 m、1970年（昭和45年）竣工、日田市
  - 第三宇ノ木トンネル：延長6 m、1966年（昭和41年）竣工、日田市（国道212号重複区間内）
  - 第二宇ノ木トンネル：延長25 m、1966年（昭和41年）竣工、日田市（国道212号重複区間内）
  - 第一宇ノ木トンネル：延長28 m、1966年（昭和41年）竣工、日田市（国道212号重複区間内）
- 熊本県
  - 浅瀬隧道：延長68 m、1968年（昭和43年）竣工、阿蘇郡小国町
  - 初谷隧道：延長55 m、1968年（昭和43年）竣工、阿蘇郡小国町
  - 天鶴隧道：延長188 m、1970年（昭和45年）竣工、阿蘇郡小国町
- 大分県
  - 下筌トンネル：延長140 m、1967年（昭和42年）竣工、日田市
  - 野田トンネル：延長57 m、1969年（昭和44年）竣工、日田市
  - 小室トンネル：延長97 m、1967年（昭和42年）竣工、日田市

## 地理

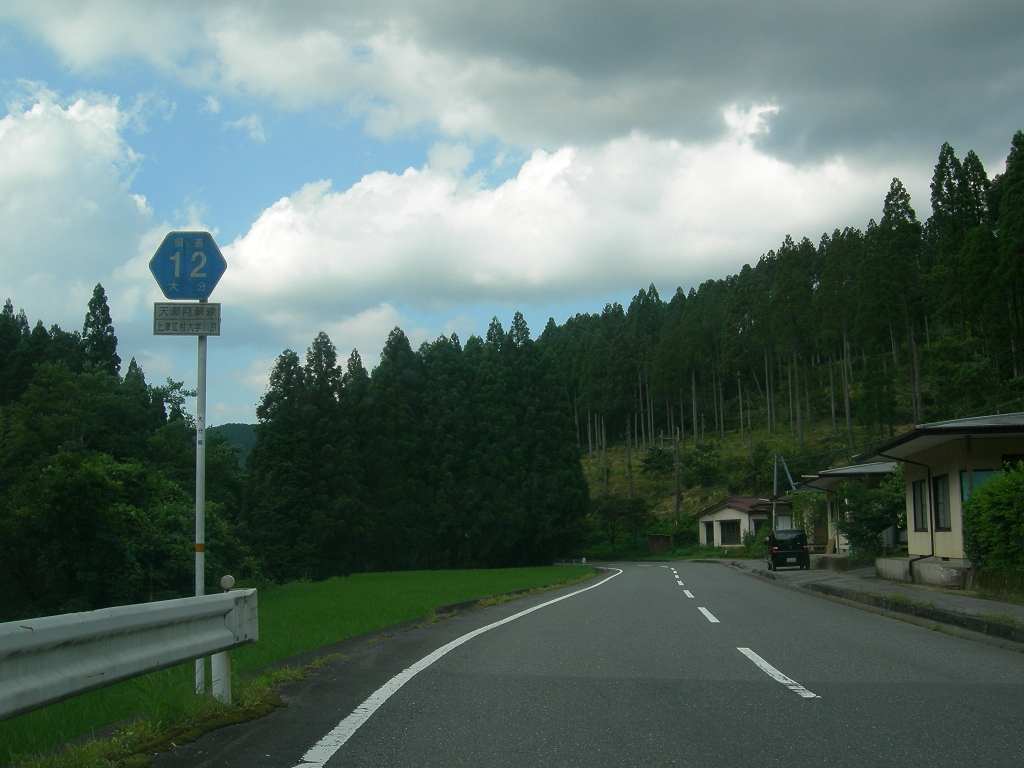
大分県道12号天瀬阿蘇線（大分県日田市上津江村）

### 通過する自治体
- 大分県
  - 日田市
- 熊本県
  - 阿蘇郡小国町
- 大分県
  - 日田市
- 熊本県
  - 阿蘇市

### 交差する道路
| 交差する道路                                                                    | 都道府県名 | 市町村名 | 交差する場所           | 交差する場所 |
| ------------------------------------------------------------------------------- | ---------- | -------- | ---------------------- | ------------ |
| 国道210号                                                                       | 大分県     | 日田市   | 天瀬町桜竹             | 起点         |
| 日田広域農道 / スカイファームロードひた                                         | 大分県     | 日田市   | 天瀬町本城             |              |
| 大分県道674号岩戸五馬日田線                                                     | 大分県     | 日田市   | 天瀬町出口（いでぐち） |              |
| 国道212号 重複区間起点                                                          | 大分県     | 日田市   | 天瀬町出口             |              |
| 国道212号 重複区間終点                                                          | 大分県     | 日田市   | 天瀬町出口             |              |
| 大分県道647号栃野西大山線                                                       | 大分県     | 日田市   | 中津江村栃野           |              |
| 国道387号 重複区間起点 国道442号 重複区間起点                                   | 大分県     | 日田市   | 中津江村栃野           |              |
| 国道387号 重複区間終点 国道442号 重複区間終点                                   | 大分県     | 日田市   | 中津江村栃野           |              |
| 国道387号 重複区間起点                                                          | 大分県     | 日田市   | 上津江町川原           |              |
| 国道387号 重複区間終点                                                          | 大分県     | 日田市   | 上津江町川原           |              |
| 大分県道712号川原上野田線                                                       | 大分県     | 日田市   | 上津江町川原           |              |
| 大分県道・熊本県道137号上野田黒渕線                                             | 大分県     | 日田市   | 上津江町上野田         |              |
| 熊本県道・大分県道134号南小国上津江線                                           | 大分県     | 日田市   | 上津江町上野田         |              |
| 熊本県道45号阿蘇公園菊池線 重複区間起点                                         | 熊本県     | 阿蘇市   | 西湯浦                 |              |
| 熊本県道339号北外輪山大津線 阿蘇・南小国両地区農免道路 / マゼノミステリーロード | 熊本県     | 阿蘇市   | 西湯浦                 |              |
| 熊本県道45号阿蘇公園菊池線 重複区間終点                                         | 熊本県     | 阿蘇市   | 小倉                   |              |
| 国道212号                                                                       | 熊本県     | 阿蘇市   | 小倉                   | 終点         |

### 沿線
- JR九州久大本線 天ケ瀬駅
- 日田市立五馬中学校
- 下筌ダム
- 日田市立津江中学校
- オートポリス
- 大観峰